# NGC 1558
NGC 1558 (również PGC 14906) – galaktyka spiralna z poprzeczką (SBbc), znajdująca się w gwiazdozbiorze Rylca. Odkrył ją John Herschel 14 grudnia 1835 roku.